# 岡江久美子
岡江久美子（日语：／ Okae Kumiko，1956年8月23日—2020年4月23日），日本女演員、藝人、主持人。本名：大和田 久美子。Staff-up所屬。出身於東京都世田谷區。東京學藝大學附屬世田谷中學、鷗友學園女子高等學校畢業。丈夫為大和田獏，女兒為大和田美帆。姐夫為大和田伸也。身高157cm（1976年4月）。AB型血。

## 來歷、人物
1975年，岡江久美子以主演TBS電視劇《御美津》在演藝圈出道。當時她18歲，演技幾乎是業餘水平，所以她的搭檔三木弘子一直在她身邊給予她指導。
從1978年起，她作為紅隊的常駐答題員出演了電視節目《聯想遊戲》，並持續了5年。
1983年，她與當時是該節目白隊常駐答題員大和田獏結婚，並生下了第一個女兒美帆。大約在同一時期，她受到當紅爵士歌手阿川泰子的影響，開始演唱爵士樂，並參加了多個電視節目，立志成為爵士歌手。
1991年至1999年，她因在電視劇《親愛一家人》中飾演一個大家庭的母親丸山定子而廣為人知。
1996年至2014年，她與藥丸裕英共同主持了《花丸市場》長達17年半，成為全國晨間新聞的常客（最初，這檔節目計劃只是幾個月的臨時節目，但兩位主持人之間輕鬆愉快的互動出乎意料地受歡迎，因此節目很快得以延長。她憑藉出色的表現獲得了2006年年度放送WOMAN獎）
她也為《雷明頓·斯蒂爾》（前幾季）中的女主角史蒂芬妮·齊姆帕勒進行日語配音。
她也主演過多部兩小時的電視劇。
從1975年起，她出演了全藥工業的廣告約45年。

## 死於新型冠狀病毒（COVID-19）
2020年4月23日，岡江久美子因新型冠狀病毒（COVID-19）引起的肺炎逝世。享壽63歲（64歲）。先前沒有關於她感染新冠肺炎的報導，因此她的驟逝令人感到意外。

### 從感染新冠肺炎到死去
2019年12月底，岡江久美子被診斷出患有早期乳癌並接受了手術。
2020年1月底至2月中旬，她接受了放射治療，作為癌症治療的一部分。
4月3日，她到住家附近的診所進行例行檢查。CT掃描顯示她的肺部有淡淡的陰影，懷疑感染了新冠病毒。然而，當時她沒有發燒，醫生建議她觀察4-5天（因為當時正遵循4天發燒規則）。回到家後，她開始發燒（輕微發燒）。當天，她的丈夫大和田獏外出參加當地戲劇演出。
4月4日，辦公室的工作人員與岡江通了電話。岡江說自己咳嗽，辦公室工作人員向她表示了關心，她回答說「我沒事」。辦公室工作人員建議她不要外出，她點點頭，說「我會待著別動」。
5日，大和田獏的奈良演出因新冠病毒疫情擴大而取消，他匆匆返回東京。此時，大和田也出現了發燒症狀，但保健所判定他與岡江沒有密切接觸。回到家後，他採取了與岡江分房睡覺等措施。
6日上午，岡江的病情突然惡化。大和田立即聯繫了她的醫生，醫生安排了接她的地方，並緊急將她送往東京的大學醫院。當時她已經能夠說話，入院後不久，她還透過LINE與大和田保持聯繫，但進入加護病房戴上呼吸機後，就完全失去了聯繫。隨後進行了PCR檢測。這是大和田最後一次見到岡江，也最後一次與她面對面交談。
7日，大和田前往診所接受檢查，結果顯示沒有異常。
8日，岡江的PCR檢測結果呈陽性。大和田認為他無法確定自己是否與感染者有過密切接觸，所以從那天起就獨自待在家裡。他的女兒大和田美帆負責送飯到家。大約在這個時候，大和田已經接到醫生的告知「岡江接下來的3天將是最關鍵的時期，她隨時可能死去」”
她於23日上午5時20分去世。醫院致電大和田告知她死訊，但由於防疫措施，她的家人和朋友未能出席她的葬禮。只有她的丈夫大和田被允許透過玻璃窗看到她的臉。

### 消息傳出
- 4月23日下午3時23分左右，各大媒體同時報道了岡江久美子的死訊。其丈夫大和田獏和女兒大和田美帆聯合發表聲明如下：
我們很欣然宣布，岡江久美子於4月23日上午5時20分因新冠肺炎去世
此刻，我感到悲傷和難以置信，沮喪和失落，無法再想其他任何事。
我要感謝我的同事、粉絲和朋友們，感謝我們長期以來的友誼。
我還要向所有竭盡全力救治她的醫護人員表達誠摯的謝意。非常感謝你們。
各位，新冠病毒非常可怕，請大家一定要注意[14]。
- 同一天，她的經紀公司Staff-up（日语：スタッフ・アップ）也發布了一份新聞稿。他們表示，岡江在2019年底因早期乳癌接受了手術，並從1月底到2月中旬一直在接受放射治療，這可能削弱了她的免疫系統，導致病情更加嚴重。他們也宣布，守靈和葬禮尚未安排，告別式將在晚些時候舉行[15]，但後來有消息稱他們已經放棄了這項計劃。
- 同一天，她的姐夫大和田伸也在Twitter上發表評論回應了詢問「當我從獏聽說她住院時，我從未想過會有這樣的一天。這太可惜了。我感到沮喪。我們年輕時有太多回憶」[16]。
- 同一天，與岡江共同出演TBS綜藝節目《花丸市場（日语：はなまるマーケット）》長達17年半、公開私下都與岡江關係密切的藥丸裕英（日语：薬丸裕英）在個人部落格和Instagram上更新了信息，透露當天在節目直播前，自己在更衣室裡從電視上得知了岡江去世的消息。他寫道，自己全身顫抖，無法平靜地接受這個消息，悲痛得說不出話來[17]。他也在Instagram上發布了一張他親手送給岡江60歲生日的紅色愛馬仕柏金包蛋糕的照片[18]。
- 隔天早上，也就是4月24日，女兒大和田美帆在部落格上宣布岡江已火化（只有殯葬人員在場）。她對收到的眾多慰問表示感謝，同時也吐露了自己的遺憾，比如住院17天以來，沒能握住母親的手，沒能讓她聽到孫子的聲音，甚至沒能在得知母親去世的消息時趕過去，至今仍未能與父親大和田獏在一起[19]。
- 當晚，電視新聞節目全程直播了岡江遺體運回家的過程。兩名殯葬公司工作人員將遺體和一束鮮花安放在家門口，為了防止感染，沒有與家人見面就離開了。大和田獏從家裡玄關出來領取遺骨。隨後，但在返回屋內之前，他向媒體發表聲明如下：「對不起。很抱歉，我只能這樣回覆。久美子剛回家。她以這樣的方式回家，真的令人失望、遺憾、難過。請大家一定要注意。這是遺族的心願。謝謝你們的辛勞。非常感謝。我想靜靜地送她離開。告辭了。」[20][21]

## 逸事
與現任丈夫大和田獏結婚後不久，她就全裸亮相於一家週刊雜誌。當時，陰毛禁令尚未解除，因此女星全裸亮相堪稱開創性之舉。此外，由於岡江是一位清純派的女演員，她對大眾的影響力巨大。嫁給大和田後，她暫時改變了形象，並受到當時人氣歌手阿川泰子的影響，立志成為一名爵士歌手，並發行了一張名為《YES, I FEEL／岡江久美子》（POLYSTAR 28P-41）。的專輯。
她在《全明星感謝祭》中一直名列前茅，並贏得了豐厚的獎金（2005年秋季和2010年秋季兩次獲得綜合冠軍）。此外，在2015年1月20日（19日深夜）播出的TBS節目《只有有時間的人才能出現的電視》中，波田陽區等人對全明星感謝祭全47集中答對猜謎總數（播出時的總問題數）最多的藝人進行了調查，結果顯示，她以1177個正確答案位居第二。
在《花丸市場》節目中，當另一位嘉賓正在發言時，她做出了一個大膽的舉動：迅速用手抓住了一隻飛到她面前的小蒼蠅，然後把牠扔到了地上。在節目的最後，她還犯了一個錯誤，試圖加快語速，儘管她平時語速很快，結果卻磕磕巴巴。
此外，她與藥丸裕英共同主持《花丸市場》長達17年半，期間曾有傳聞稱兩人不和。然而，岡江表示「我們關係不算不好，但也談不上親近。藥丸君已經結婚生子了，所以我們的關係不算親近。不過，有他在我身邊，我可以安心、從容地工作。這就是為什麼已經做了10多年了，不是嗎？」。

## 家族
岡江久美子的父親出身於鹿兒島縣奄美，母親出身於宮崎縣。她是岡江家的獨生女。丈夫是演員大和田獏。女兒是演員兼藝人大和田美帆。姐夫是演員大和田伸也。兄嫂是演員五大路子。外甥（伸也、路子夫妻的長男、次男）是演員大和田悠太、大和田健介。她與大和田伸也曾經共同演出《我的野蠻媽咪》。大和田健介曾與她共同演出《花丸市場》，她擔任該節目的主持人。
所有家庭成員都以尊稱「（Chan）」互相稱呼。伸也→；獏→；健介→；路子→；美帆→。
如上所述，她在NHK節目《聯想遊戲》中結識了丈夫大和田獏，當時兩人都是該節目的常駐答題員。兩人還在節目中的5號席位互相競爭。

## 演出

### 電視劇

#### NHK綜合
- 花神（日语：花神 (NHK大河ドラマ)）（1977年）—飾 阿雅
- 銀河電視小說 「友情（日语：友情 (小説)）」（1977年）—飾 杉子
- 壬生之戀歌（日语：壬生の恋歌）（1983年）—飾 幾松
- 妻子的畢業典禮（日语：妻の卒業式）（2004年）—飾 神崎恭子

#### 日本電視台
- 傳七捕物帳（日语：伝七捕物帳） 第129話「愛的羈絆中點亮了一盞燈」（1976年）—飾 御小夜
- 心情名偵探（日语：気分は名探偵）（1984年—1985年）—飾 草間綠
- 週四黃金電視劇（日语：木曜ゴールデンドラマ）
  - 「惡靈的證明」（1986年）
- 緊急救命病院（日语：緊急救命病院）（2003年—2005年）—飾 深見佳代子
- 即使愛，也有祕密。（日语：愛してたって、秘密はある。）（2017年）—飾 立花茜
- 房仲女王大逆襲（2019年）—飾 花田繪里子

#### TBS
- POLA電視小說（日语：ポーラテレビ小説） 御美津（1975年）—飾 御美津
- 玻璃之森（1975年—1976年）
- 水戶黃門 第7部（日语：水戸黄門 (第1-13部)#第7部） 第3話（1976年6月7日）—飾 御門
- （1976年—1977年）
- 第4部 第22話（1976年）
- 單身爸爸（日语：パパは独身）（1976年—1977年）—飾 松田幸子
- 白色荒野（日语：白い荒野 (テレビドラマ)）（1977年）—飾 佐伯朋子
- 古都（日语：古都 (1980年のテレビドラマ)）（1980年）—飾 佐田千重子、苗子
- 青春諸君！夏（日语：青春諸君!夏）（1980年）—飾 百合
- 猛龍特警隊 第324話（1981年）—飾 三田村京子
- 向日葵之歌（日语：ひまわりの歌）（1982年）
- 大岡越前 第6部 第13話（1982年5月31日）—飾 御志乃
- 給星期五的妻子們II （1984年）—飾 小山綠
- 不分手的理由（日语：別れぬ理由）（1988年）—飾 岡部葉子
- 親愛一家人（日语：天までとどけ）（1991年—1999年）—飾 丸山定子（母）
- 松本清張懸疑 黑色畫集 證言（日语：証言 (松本清張)#1992年版）（1992年）—飾 石野春美
- 玻璃碎片（日语：硝子のかけらたち）（1996年）—飾 如月愛子
- 花丸市場殺人市場（日语：はなまるマーケット殺人事件）（2000年）—飾 岡江久美子（本人）
- 瑪莉亞（2001年）—飾 大澤大陸（陸）
- 好想好想談戀愛 (日本電視劇)（2001年）—飾 黃田織江
- Love & Fight（日语：ラブ&ファイト）（2001年）
- Punch Line（2006年）—飾 齊藤春香
- 爸爸偶像（2012年）—飾 岡江久美子（本人）
- 你已藏在我心底（2018年）—飾 星名郁美
- 週一黃金（日语：月曜ゴールデン）
  - 「占卜師美鈴 事件就在命運的彼方（日语：占い師みすず 事件は運命の彼方に）」（2006年—2008年）—飾 丸山美鈴
  - 「檢察事務官 黑百合」（2016年）—飾 黑坂百合子

#### 富士電視台
- 錢形平次（日语：銭形平次 (大川橋蔵)） 第503話「空巣に御用心」（1976年，富士電視台、東映）
- 江戶之旋風（日语：江戸の旋風）II 第17話「第五年的千鳥橋」（1976年，富士電視台、東寶）
- 江戶之渦潮（日语：江戸の渦潮）（1978年，富士電視台、東寶）—飾 大駒
- 旅鴉事件帖（日语：旅がらす事件帖） 第17話「用鮮花來告別明天」（1981年）—飾 御優
- 同心曉蘭之介（日语：同心暁蘭之介） 第3話「團圓」（1981年）
- 有事件喔！（日语：事件ですよ!）（1981年—1982年）—飾 小森葉子
- （1982年）
- 時代劇特集（日语：時代劇スペシャル (フジテレビ)）
  - 「清水次郎長 風雪之旅」（1982年）—飾 阿龍
  - 「怪盜夢吉忍者錄」（1982年）—飾 押野
  - 「怪談津的國屋 半七捕物帳」（1984年）—飾 文字春
- 現代恐怖懸疑（日语：現代恐怖サスペンス） 「恐怖旅館 ～女人的好奇心」（1987年）
- 松本清張懸疑 愛與空白的共謀（日语：愛と空白の共謀#1988年版）（1988年）—飾 勝野章子
- 世界奇妙物語
  - 「出賣回憶的男人」（1994年）—飾 古川優美子
- 鬼之棲家（1999年）—飾 黑川尚子
- 週五娛樂（日语：金曜エンタテイメント）
  - 「小孩媽媽之事件簿 南紀白濱 幽靈殺人事件」（1998年）—飾 冴子
  - 「離婚顧問 轟木祥子」（2004年）
- 週五PRESTIGE（日语：金曜プレステージ）
  - 「事件記者 ～警視廳記者俱樂部～」
- 我的野蠻媽咪（2007年）—飾 高澤理惠子
- 櫻桃小丸子（2007年）
- 幸運7人組（2012年）—飾 時多百合子
- 灰姑娘的約會（日语：シンデレラデート）（2014年）—飾 山本忍

#### 朝日電視台
- 花與濤（1976年）
- 週六WIDE劇場（日语：土曜ワイド劇場）
  - 「第三位來訪者 危險的結婚」（1981年，與大和田獏（日语：大和田獏）的共同演出）
  - 「黑珍珠的美女 江戶川亂步的「心理測驗」（日语：江戸川乱歩の美女シリーズ）」（1985年）—飾 蕗屋裕子
  - （1987年）—飾 水澤朋子
  - 「牟田刑事官事件簿（日语：牟田刑事官事件ファイル）」 第4作（1985年12月14日）—飾 尾石由紀子
  - 「町村佐知子系列（日语：町村佐知子シリーズ）」（1998年—1991年）—飾 町村佐知子
  - 「終點站系列（日语：終着駅シリーズ）」（1997年—2021年）—飾 牛尾澄枝[e]
  - 「牟田刑事官VS終點站牛尾刑警以及事件記者冴子」（2001年—2017年）—飾 牛尾澄江
- 森繁久彌之父是老人（日语：森繁久彌のおやじは熟年）（1981年）—飾 松原美佐子
- 七人女律師（1991年—1997年）—飾 冰村玲子
- 毛骨悚然撞鬼經驗（日语：本当にあった怖い話）（1992年）
- 廚藝小天王（日语：味いちもんめ#テレビドラマ）（1995年）—飾 藤村（→坂卷）小夜子
  - 廚藝小天王II（1996年）—飾 藤村小夜子
  - '97新春特別電視劇 廚藝小天王（1997年）—飾 藤村小夜子
  - '98新春特別電視劇 廚藝小天王（1998年）—飾 坂卷小夜子
  - '2011新春特別電視劇 廚藝小天王（2011年）—飾 坂卷小夜子
  - '2013特別電視劇 廚藝小天王（2013年）—飾 坂卷小夜子
- （2000年）—飾 森美沙子
- 排球甜心（2005年）—飾 鮎原亮子
- 特殊犯罪課花島涉（日语：特殊犯罪課・花島渉）（2017年）—飾 藤田詩織

#### 東京電視台
- 大江戶搜査網（日语：大江戸捜査網）
  - 第495話（1981年）—飾 佳代
  - 第513話 ～第563話「再見，我的朋友 一首受傷的輓歌」（1981年—1982年）—飾 隱密同心·吹雪
- （1986年）
- 風雲江戶城 怒濤将軍德川家光（日语：風雲江戸城 怒涛の将軍徳川家光）（1987年）—飾 仁佐
- 週一女性的懸疑（日语：テレビ東京月曜9時枠の連続ドラマ）文豪系列「殘留的手腕」（1988年）—飾 村山美津子
- （1992年3月2日）
- （1994年）—飾 矢島藤代
- 事件市民的判決（日语：事件・市民の判決）（1996年）
- 昂首向前走 坂本九物語（2005年）—飾 坂本郁
- 女性的愛與神祕（日语：女と愛とミステリー）→週三推理9（日语：水曜ミステリー9）→週三劇場9（日语：水曜シアター9）→週三推理9
  - 古都旅情懸疑 輝夜姬傳說殺人事件（2001年）—飾 吉永香織
  - 密會之宿（日语：密会の宿#テレビ東京版）（2003年—2009年、2011年—2013年）—飾 桑野厚子[f]
  - 搜査一課 偵察班 鷹子之眼（2007年）—飾 千石鷹子

### 電影
- 花的季節（日语：悲しき天使）（導演：中田新一，1990年）—飾 時任涼子
- 閃爍的青春（導演：三木孝浩，2014年12月13日）—飾 馬淵橙子
- （導演：赤羽博，2020年電影延至2021年上映[25]）—飾 野平圓美（野平幸助的母親）

### 綜藝節目
- 聯想遊戲（日语：連想ゲーム）（1978年4月—1983年3月，NHK綜合）—解答者
- Quiz！Memorian（日语：クイズ!メモリアン）（1987年4月—9月，朝日電視台）
- 好心情！全明星料理大賞（日语：ご機嫌!オールスター料理大賞）（1987年7月8日，日本電視台）—主持人
- 鶴太郎的危險電視（日语：鶴太郎の危険なテレビ）（1988年4月—9月，日本電視台）
- 吉村明宏的Quiz Lunch（日语：吉村明宏のクイズランチ）（1991年9月—1992年10月，TBS）—常駐演出
- 新伍的任性大百科（日语：新伍のワガママ大百科）（1992年10月—1993年6月，MBS）—解答者
- （1994年4月—9月，富士電視台）—解答者
- 火焰挑戰者（朝日電視台）—不定期演出
- MEKKE MON！（日语：めっけMON!）（2001年4月—9月，TBS）—主持人
- （2001年4月—2002年6月，朝日電視台）—主持人
- 特捏他！日本寶島（日语：特ネタ!ニッポン宝島）（2001年10月—2002年1月，TBS）—主持人
- POKAPOKA地球家族（日语：ポカポカ地球家族）（2002年10月—2007年9月，朝日電視台）—主持人
- 週二的驚喜（日语：火曜サプライズ）（約2011年，日本電視台）—外景單元演出

### 情報節目、紀錄片
情報節目
| 期間                                                         | 期間                                                         | 節目名稱                | 負責工作   |
| ------------------------------------------------------------ | ------------------------------------------------------------ | ----------------------- | ---------- |
| 1985年11月                                                   | 1990年3月                                                    | 新伍的讓您久等了（TBS） | 常駐演出   |
| 1987年4月                                                    | 1987年9月                                                    | 新·午後秀（朝日電視台） | 不定期演出 |
| 1996年10月                                                   | 2014年3月                                                    | 花丸市場（TBS）         | 綜合主持人 |
| 2018年6月5日、9月26日、2019年8月29日、12月19日、2020年2月3日 | 2018年6月5日、9月26日、2019年8月29日、12月19日、2020年2月3日 | 朝一脫口秀（NHK綜合）   | 嘉賓演出   |

紀錄片、其它
- 全明星感謝祭（1991年秋天—1997年秋天、1999年春天—2008年春天、2009年春天—2013年秋天，TBS）—女性最多出場
- （2014年9月28日，BS-TBS）—導航[26]
- （BS日視）—旁白

### 電影動畫
- THE DOG OF FLANDERS 法蘭德斯之犬（1997年）—飾 愛麗娜
- 橡子的家（日语：どんぐりの家）（1997年）—飾 田崎良子（田崎圭子的母親）
- 貓的報恩（2002年）—飾 吉岡春的母親（吉岡直子）[g]
- 劇場版 神奇寶貝：夢幻與波導的勇者 路卡利歐（2005年）—飾 珍妮

### 外語配音

#### 電影
- 鬼戀（英语：The Entity）（卡拉·莫蘭〈芭芭拉·赫爾希〉）※日本電視台版。

#### 電視影集
- 斯蒂爾傳奇（英语：Remington Steele）（勞拉·霍爾特〈史蒂芬妮·齊姆帕勒（英语：Stephanie Zimbalist）〉）※日本電視台版。

### 廣告
- 秋田酒類製造（高清水）
- 獅王「藍鑽石」、「Charmy V」
- 佳麗寶〔現Kracie Foods（日语：クラシエフーズ）〕「廣東拉麵」、「新塘門」
- 花王「Family Fresh」、「Humming 3/1」
- 東芝「單手雙渦輪吸塵器」
- 三菱Aluminum（日语：三菱アルミニウム）
- 全藥工業（日语：全薬工業）「Jikinin」
- 好侍食品
- P&G
- 雪印乳業〔現雪印惠乳業〕
- 鶴屋吉信（日语：鶴屋吉信）
- 井村屋「水羊羹」
- PARAMOUNT BED（日语：パラマウントベッド）—與丹阿彌谷津子（日语：丹阿弥谷津子）共同演出
- 日本和服「免費和服教室」
- 日本火腿「中華名菜」
- 白元（日语：白元）「Paraherb 1/3」—與菅井琴共同演出
- 昭和產業（日语：昭和産業）「昭和天婦羅金粉」、
- 國民年金基金（日语：国民年金基金）
- 原子力發電環境整備機構（日语：原子力発電環境整備機構）
- 板前魂
- 株式會社PANES「ErucA」

## 書籍
- （1982年，Schola（日语：スコラ）／講談社 ISBN 978-6725070498）—半裸寫真集
- （2003年，WANI BOOKS（日语：ワニブックス） ISBN 978-4847015083）—烹飪書
- （2012年，POPLAR社（日语：ポプラ社） ISBN 978-4591131800）—烹飪書

## 腳註

## 相關項目
- 大和田家族（日语：大和田ファミリー）
- 志村健—岡江久美子曾以嘉賓身分上《漂流者大爆笑（日语：ドリフ大爆笑）》。志村健也作為嘉賓出現在岡江曾經主持的《花丸市場》的單元「花丸咖啡廳」。3月29日，岡江發燒之前，志村健死於新冠肺炎。
- COVID-19死去名人列表 (2020年上半期)（日语：2019年コロナウイルス感染症で亡くなった著名人の一覧 (2020年上半期以前)）

## 外部連結
- ｜Staff-up （日語）
- 岡江久美子 （日語）—oricon
- 岡江久美子 （日語）—電視劇檔案資料庫（日语：テレビドラマデータベース）
- 岡江久美子 （日語）—KINENOTE
- 岡江久美子 （日語）—allcinema（日语：allcinema）
- Kumiko Okae在互联网电影资料库（IMDb）上的資料（英文）
- 『岡江久美子』 （日語）—Kotobank
- 岡江久美子 （日語）—NHK人物錄（日语：NHKアーカイブスポータル）
- （日語）